# Ptochophyle rhodinaria
Ptochophyle rhodinaria är en fjärilsart som beskrevs av Walker 1861. Ptochophyle rhodinaria ingår i släktet Ptochophyle och familjen mätare. Inga underarter finns listade.